# 교향곡 3번 (슈만)
교향곡 3번 E ♭ 장조 Op. 97은 라인이라고도 알려진, 로베르트 슈만이 작곡한 마지막 교향곡이지만 마지막으로 출판된 것은 아니다. 이 곡은 1850년 11월 2일부터 12월 9일까지 작곡되어 1851년 2월 6일 뒤셀도르프에서 슈만 자신이 지휘한 초연으로,  "무조건 칭찬에서 당혹에 이르기까지" 다양한 평가를 받았다. 그러나 Peter A. Brown에 따르면 청중들은 모든 악장 사이에 박수를 보냈다.
슈만은 평생 동안 실내악, 성악, 교향악 등 다양한 음악 장르를 탐구했다. 슈만은 이미 1832~33년에 불완전한 G단조 교향곡을 작곡했지만(이 중 첫 번째 악장은 열광적이지 않은 환영을 받기 위해 두 차례 연주됨)  1839년 아내의 격려를 받고서야 비로소 교향곡 장르를 진지하게 작곡하기 시작했다. 
슈만은 1841년 작곡되어 펠릭스 멘델스존이 지휘하는 라이프치히에서 초연되어 호평을 받은 교향곡 1번으로 오케스트라 데뷔 후 교향곡 작곡가로서 빠른 성공을 거두었다. 나중에 그의 교향곡 4번으로 출판될 작품도 1841년에 완성되었다. 1845년에 그는 C장조 교향곡을 작곡했는데, 이 교향곡은 1846년에 2번으로 출판되었고, 1850년에는 교향곡 3번을 작곡했다. 그의 경력이 끝날 때까지 슈만은 총 4개의 교향곡을 작곡했다.
그의 1841년 교향곡 4번이 라이프치히 초연에서 호평을 받지 못했기 때문에 출판된 교향곡의 번호는 연대순이 아니다. 슈만은 악보를 철회하고 10년 후 뒤셀도르프에서 수정했다. 이 최종 버전은 "라인" 교향곡이 출판된 후인 1851년에 출판되었다.

교향곡은 5악장으로 구성되어 있다.
1. Lebhaft
2. Scherzo: Sehr mäßig (in C major)
3. Nicht schnell (in A♭ major)
4. Feierlich (in E♭ minor)
5. Lebhaft